# Terminologie
Terminologie je nauka o termínech, tj. o odborných názvech, a o způsobu jejich vytváření a sestavování do systémů. Terminologie je skupina odborných slov a příslušných významů v určitém oboru a také studium těchto termínů a jejich použití; druhý význam je také známý jako terminologie věda. 
Terminologie je disciplína, která systematicky studuje „označování nebo označování pojmů“ specifických pro jeden nebo více oborů nebo domén lidské činnosti. Dělá to prostřednictvím výzkumu a analýzy termínů v kontextu za účelem dokumentace a podpory konzistentního používání. Terminologie se liší od lexikografie, protože zahrnuje studium pojmů, pojmových systémů a jejich označení (termíny), zatímco lexikografie studuje slova a jejich významy.

## Přehled
Terminologická disciplína se skládá především z následujících aspektů:
- Analýza konceptů a struktur konceptů používaných v oboru nebo oblasti činnosti
- Identifikace pojmů přiřazených k pojmům
- Vytvoření korespondence mezi termíny v různých jazycích v případě vícejazyčného nebo dvojjazyčného termínu.
- Vytváření nových termínů v databázích nebo sestavování termínů na papíře nebo v databázích správa terminologických databází podle potřeby

## Druhy terminologie
Rozlišují se dva typy terminologické práce:
- Ad hoc práce na terminologii, která se zabývá jedním termínem nebo omezeným počtem termínů
- Systematická sbírka terminologie, která se zabývá všemi termíny v určitém předmětu nebo oblasti činnosti, často vytvářením strukturované ontologie termínů v rámci této domény a jejich vzájemných vztahů.

Terminologie ad hoc převládá v překladatelské profesi, kde je k vyřešení konkrétního překladatelského problému rychle vyžadován překlad určitého termínu (nebo skupiny termínů).
Nomenklatura zahrnuje typy terminologie, které se týkají zejména obecné ontologie, aplikované ontologie a taxonomie (kategorizace a klasifikace, jako je taxonomie forem života, taxonomie pro vyhledávače a tak dále).

## Vývoj názvosloví
Názvosloví se během času přirozeně vyvíjí společně se změnami v příslušném jazyce jako takovém, který je dán jeho přirozeným vývojem a s rozvojem vědy a techniky a s ním spojeného lidského poznání.